# Corvus (állatnem)
A Corvus a madarak (Aves) osztályának verébalakúak (Passeriformes) rendjébe, ezen belül a varjúfélék (Corvidae) családjába tartozó nem.

## Előfordulásuk
Eurázsiában, Észak-Afrikában és Észak-, illetve Közép-Amerikában terjedt el, ide értve az Antillák szigeteit, sőt, a Csendes-óceán egyes szigeteit is.
Az európai fajok kialakulásában jelentős szerepe volt a legutóbbi eljegesedésnek: a mai dolmányos varjú (Corvus cornix), illetve kormos varjú (Corvus corone) ősei a jég elől Délnyugat-Európába, illetve a Kaszpi-tenger környékére szorultak vissza, és a jégkorszak múltán ezekből a refúgiumokból kiindulva hódították meg a felszabaduló élőhelyeket. A két faj mintegy 70–100 km széles határsávja az Elbától keletre húzódik, magába foglalva Magyarország nyugati határvidékét is. A Nyugat-Dunántúlon a dolmányos varjú a domináns faj, de az egyes varjúcsapatokban rendszeresen feltűnik néhány kormos varjú is – sőt, keresztezett példányok is előfordulnak.

## Rendszerezésük
A nemet Carl von Linné svéd természettudós írta le 1758-ban az alábbi fajok tartoznak ide:
- kubai varjú (Corvus nasicus)
- antillai varjú (Corvus leucognaphalus)
- jamaicai varjú (Corvus jamaicensis)
- pálmavarjú (Corvus palmarum)
- halászvarjú (Corvus ossifragus)
- Sinaloa-varjú (Corvus sinaloae)
- azték varjú (Corvus imparatus)
- fokföldi varjú (Corvus capensis)
- vetési varjú (Corvus frugilegus)
- hawaii holló (Corvus hawaiiensis)
- vastagcsőrű holló (Corvus crassirostris)
- örvös holló (Corvus albicollis)
- holló (Corvus corax)
- fehérnyakú holló (Corvus cryptoleucus)
- csutakfarkú holló (Corvus rhipidurus)
- barnanyakú holló (Corvus ruficollis)
- pajzsos varjú (Corvus albus)
- szomáli varjú (Corvus edithae)
- rövidcsőrű varjú (Corvus brachyrhynchos)
- amerikai varjú (Corvus caurinus)
- nyakörves varjú (Corvus torquatus)
- kormos varjú (Corvus corone)
- dolmányos varjú (Corvus cornix)
- floresi varjú (Corvus florensis)
- indiai varjú (Corvus splendens)
- guami varjú (Corvus kubaryi)
- dzsungelvarjú (Corvus macrorhynchos)
- indiai dzsungelvarjú (Corvus culminatus)
- keleti dzsungelvarjú (Corvus levaillantii)
- Szunda-szigeteki varjú (Corvus enca)
- celebeszi varjú (Corvus typicus)
- banggai varjú (Corvus unicolor)
- malukui varjú (Corvus validus)
- új-kaledón varjú (Corvus moneduloides)
- Bougainville-varjú (Corvus meeki)
- tarkacsőrű varjú (Corvus woodfordi)
- serami varjú (Corvus violaceus)
- tarkafejű varjú (Corvus fuscicapillus)
- deres varjú (Corvus tristis)
- Bennett-varjú (Corvus bennetti)
- Bismarck-szigeteki varjú (Corvus insularis)
- torresi varjú (Corvus orru)
- ausztrál varjú (Corvus coronoides)
- társas varjú (Corvus mellori)
- tasmán varjú (Corvus tasmanicus)
- új-britanniai varjú (Corvus boreus)

## Képek

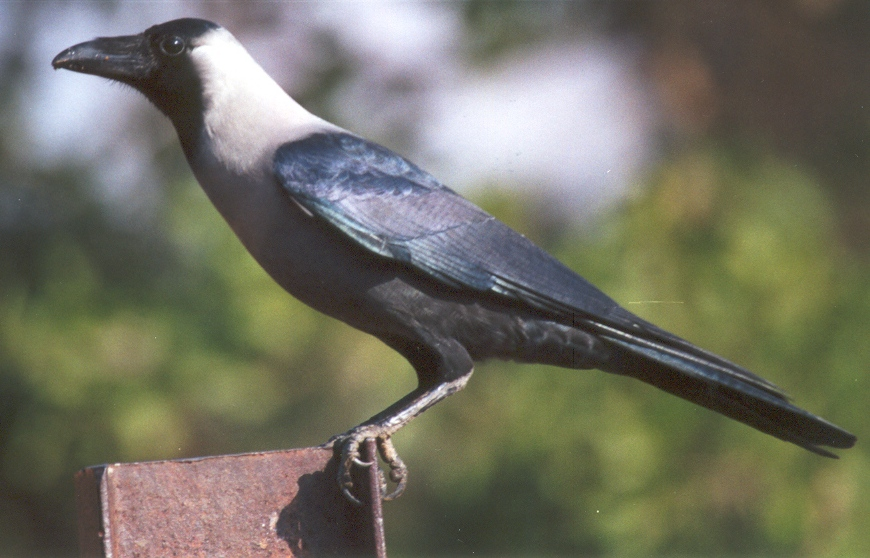
indiai varjú (Corvus splendens)
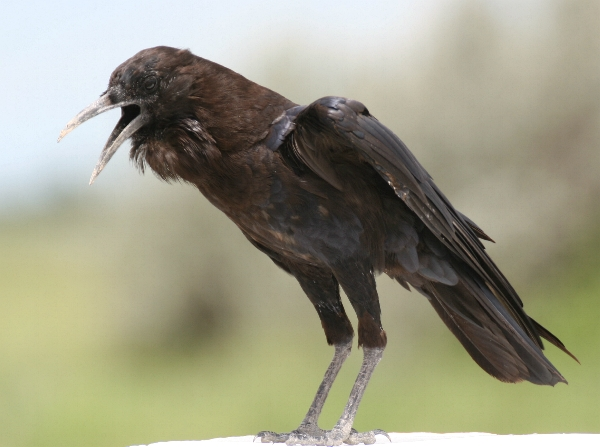
fokföldi varjú (Corvus capensis)
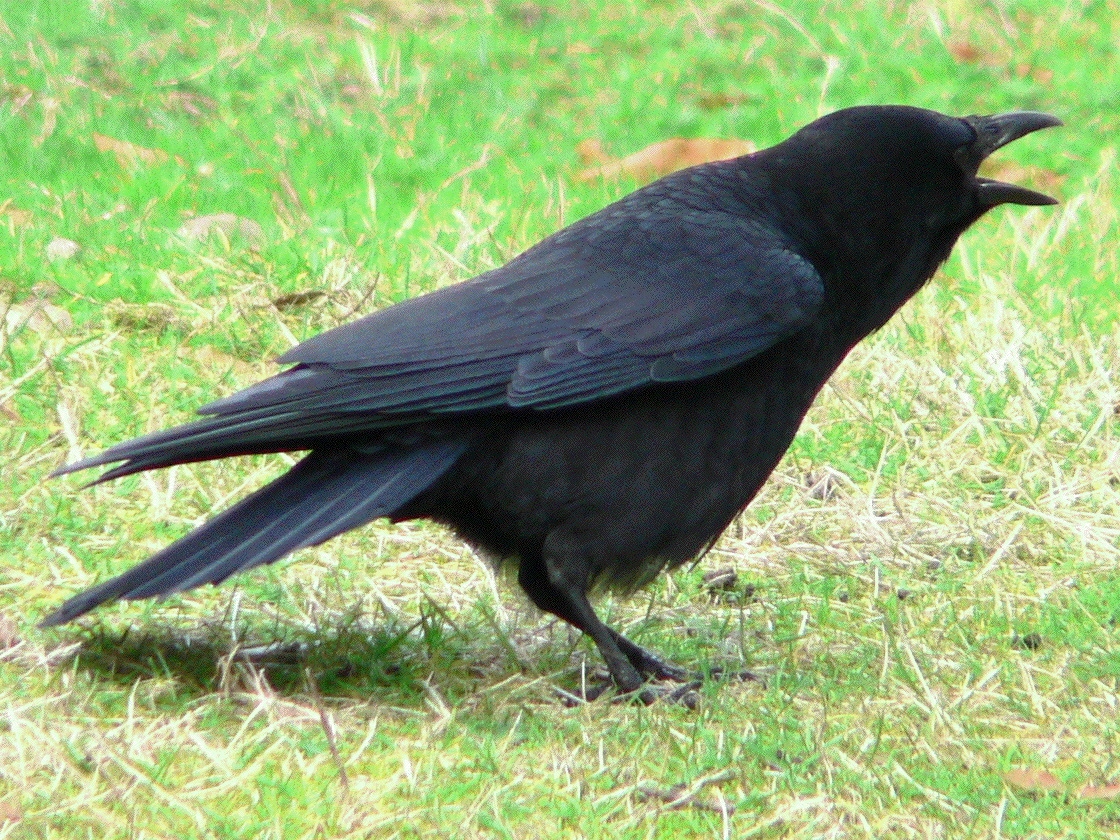
rövidcsőrű varjú (Corvus brachyrhynchos)
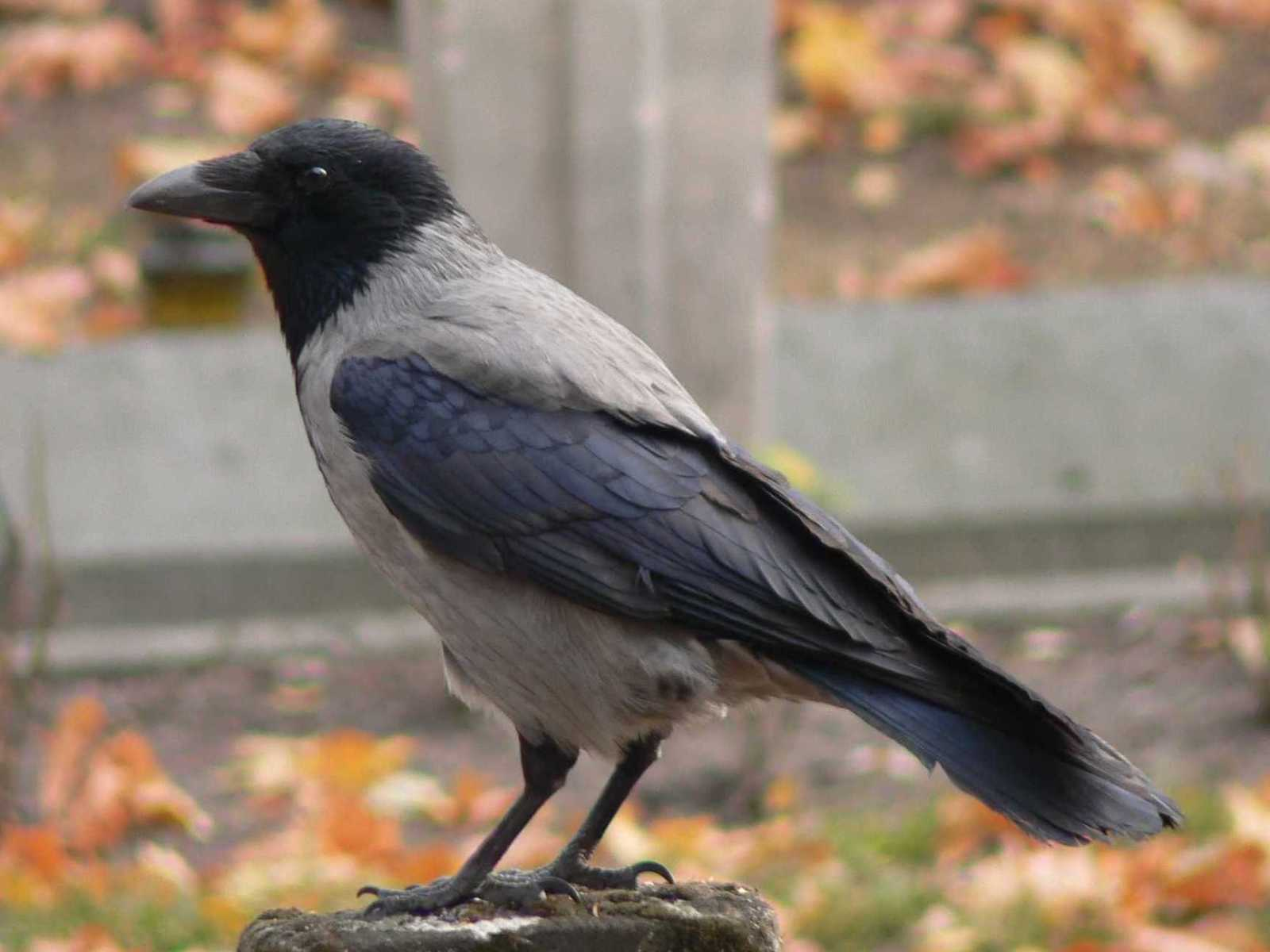
dolmányos varjú (Corvus cornix)
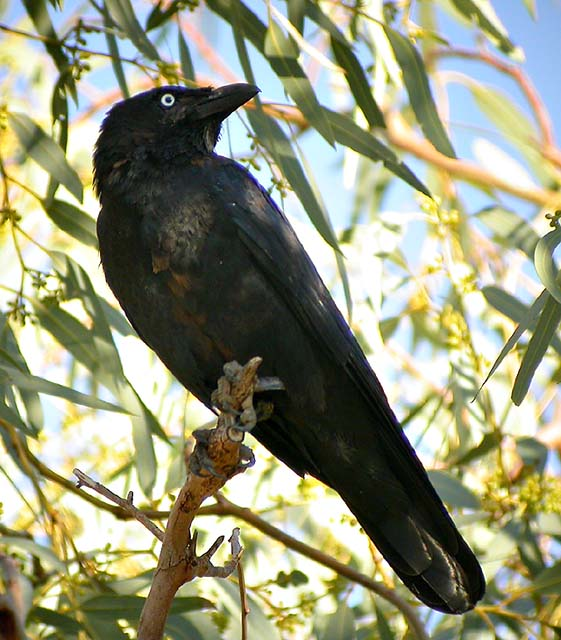
Bennett-varjú (Corvus bennetti)
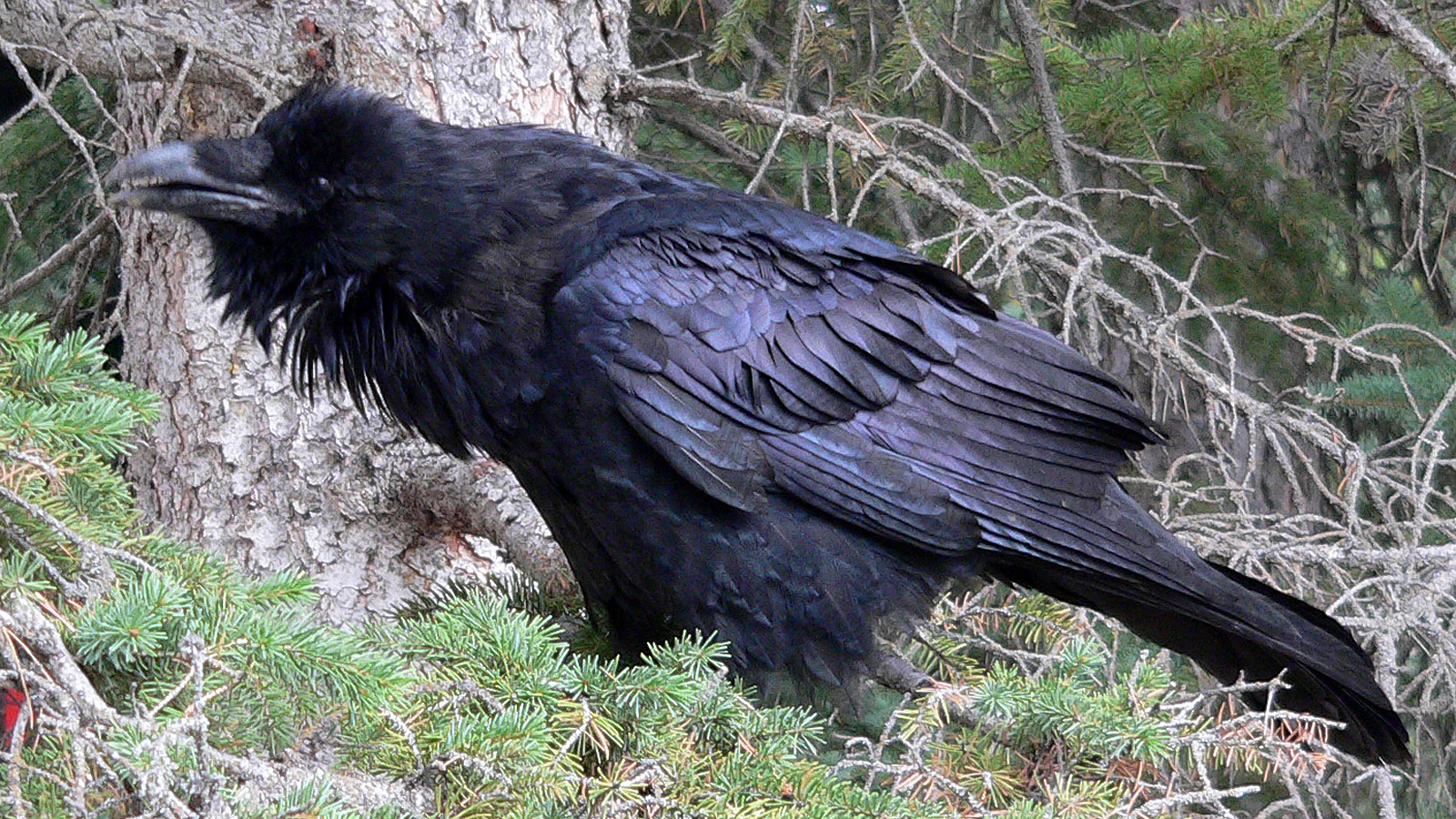
holló (Corvus corax)
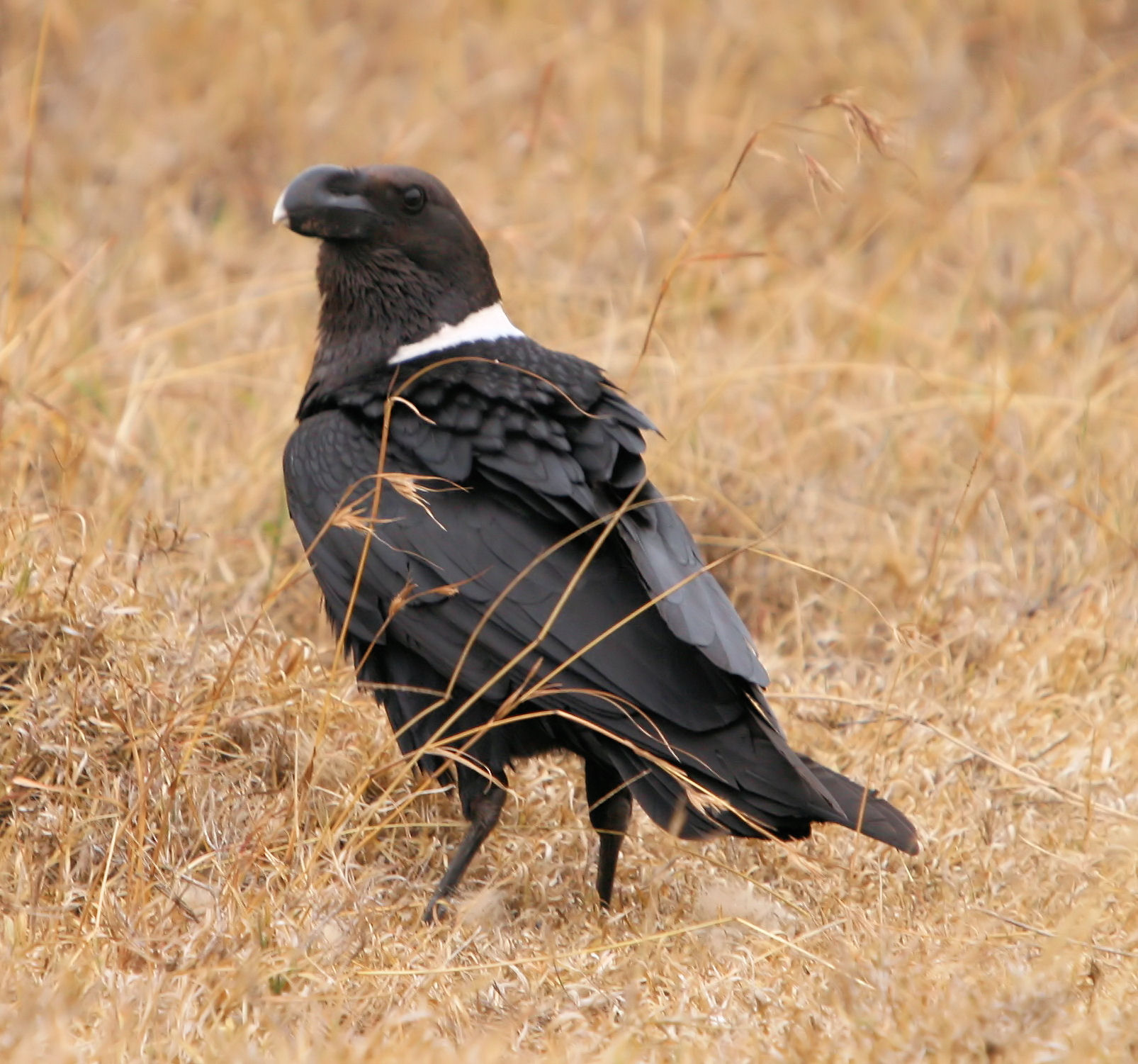
örvös holló (Corvus albicollis)